# فضیلت (فیلم)
فضیلت (انگلیسی: Virtue) فیلمی در ژانر رمانتیک است که در سال ۱۹۳۲ منتشر شد. از بازیگران آن می‌توان به کارول لمبارد، پت اوبرایان، وارد باند، و میو مثو اشاره کرد.